# Caloscirtus callosus
Caloscirtus callosus är en insektsart som beskrevs av Marius Descamps 1977. Caloscirtus callosus ingår i släktet Caloscirtus och familjen gräshoppor. Inga underarter finns listade i Catalogue of Life.